# Marie Manning
Marie Manning rozená de Roux (1821 Lausanne – 13. listopadu 1849 Londýn) byla švýcarská služebná, která byla oběšena na střeše londýnského vězení Horsemonger Lane Gaol 13. listopadu 1849, poté co byli společně se svým manželem odsouzeni za vraždu jejího milence, Patricka O'Connora. Případ se stal známý pod názvem „Bermondsey Horror”. V Anglii to byl první případ společné popravy manželů od roku 1700. Mezi přihlížejícími popravy byl i spisovatel Charles Dickens.

## Život
Marie Manning se narodila jako Marie de Roux ve švýcarském Lausanne. Její rodiče zemřeli někdy ve 40. letech 19. století a tak odjela do Anglie, aby získala místo jako služebná. Nejdříve pracovala pro Lady Annu Palk z Haldon House v Devonu, dceru vévodkyně ze Sussexu. Zde si vytříbila chuť pro život v luxusu, kdy si i jako služebná mohla užívat přepychového životního stylu své zaměstnankyně o jakém si obyčejná dívka mohla nechat zdát. V roce 1846 sloužila Lady Blantyre ve Stafford House v Londýně, což byla jedna z nejvybranějších rezidencí, kde byla častou návštěvnicí i královna Viktorie. Se svou paní v roce 1846 podnikla cestu lodí do Francie, při níž se seznámila s Patrikem O'Connorem, výběrčím daní z londýnských doků. Padesátiletý Ir byl také lichvář, který si účtoval mimořádné úroky, čímž se stal velmi bohatým a to Marie imponovalo. Ačkoliv Marie O'Connor velmi zaujal, stýkala se ještě s dalším mužem, Frederickem Georgem Manningem, který pracoval jako strážce u železnice. Oba muži Marie požádali o ruku, proto musela vyřešit problém, který z mužů bude lepším manželem a bude mít více peněz. Frederick byl stejně starý, ale nebyl tak charismatický jako O'Connor, který byl však výrazně starší a také hodně pil. Frederick Marie slíbil, že brzy přijde k velkému jmění skrze dědictví, zatímco O'Connor se zdál být při penězích a k tomu Marie řekl, že má velkou investici v akciích zahraničních železnic. Nakonec se rozhodla pro Fredericka, kterého si vzala 27. března 1847 v kostele St James na Piccadilly. Marie si však brzy uvědomila, že Frederick nemá žádné velké dědictví a navíc byl brzy propuštěn z práce na železnici, pravděpodobně kvůli podezření, že se podílel na několika krádežích. Manželé se poté rozhodli vrátit se do Frederickova rodného města Tauton, kde koupili hospodu zvanou White Hart. Marie i po sňatku pokračovala v udržování přátelství s Patrickem a pravděpodobně s ním měla poměr, se zjevným souhlasem Fredericka, který se též stýkal s více ženami ve městě. O'Connor se dokonce čas od času přidal k manželům na večeři.

### Vražda
Podnik v Tautonu se nezdařil a manželé byli nuceni hospodu prodat a přestěhovat se zpět do Londýna. Krátce ještě vlastnili hospodu King John’s Head na Kingsland Road, ale ani zde nepochodili. Nakonec se usadili v domě na 3 Miniver Place v londýnské čtvrti Bermondsey, vzali k sobě nájemníky a Marie si sehnala práci jako švadlena. Nespokojená v manželství s Frederickem, který v té době již hodně pil, naplánovala O'Connorovu vraždu, kterou si slibovala zisk jeho bohatství. Nakoupila vápno a lopatu a 8. srpna pozvala O'Connora na večeři. Ten pozvání přijal, ale přišel spolu se svým přítelem, čímž Marie překazil plán. Proto ho pozvala na večeři i druhý večer a trvala, aby přišel sám, aby mohli mít více soukromí. Další večer, 9. srpna 1949, O'Connor přišel povečeřet s Manningovými v jejich domě. Marie hostu po příchodu navrhla, že si bude chtít před večeří umýt ruce a zatímco stál u umyvadla, střelila ho zezadu pistolí do hlavy. Kulka ho však nezabila, a tak ho Frederick dobil, když ho mlátil do hlavy páčidlem. Tělo posypali vápnem a pohřbili ho do předem vykopané díry pod kamennou podlahu v kuchyni. Druhý den se Marie vetřela do O'Connorova bydliště na Greenwood Street, kde systematicky prohledala jeho věci, pátraje po všem co mělo nějakou hodnotu, zejména jeho listinách s podíly na železnici. Dalšího dne se vrátila znovu, aby se ujistila, že na nic nezapomněla. Dva dny poté ji vyděsili dva z O'Connorových přátel, kteří ho po jeho zmizení začali hledat a věděli, že šel na večeři k Manningovým. Marie přiznala, že u nich povečeřel 8. srpna, ale popřela, že by ho poté viděla. O'Connorovi přátelé nahlásili jeho zmizení na policii a vyjádřili své pochybnosti ohledně Manningových. Marie s Frederickem si mysleli, že dva návštěvníci byli ve skutečnosti detektivové, načež se rozhodli urychleně opustit Londýn. Marie poslala Fredericka, aby prodal jejich nábytek, a jakmile odešel, sbalila všechny hodnotné věci co mohla unést a objednala si drožku na nádraží KIng's Cross, kde nastoupila do vlaku do Edinburghu. Frederick se rozhodl opustit zemi a odjel vlakem a lodí na ostrov Jersey odkud chtěl utéct do Francie. Policie našla tělo O'Connora během prohlídky u Manningových 17. srpna, když si policista všiml vlhkého rohu kamene na podlaze, kolem něhož byla měkká hlína.

### Soud a poprava
Marie byla zakrátko dopadena v Edinburghu, kde byla chycena poté, co se pokoušela prodat O'Connorův majetek (seznam odcizených věcí byl uveřejněn). Byly u ní nalezeny listiny O'Connorových podílů z železnic. Frederik byl 30. srpna dopaden na ostrově Jersey, kde se opíjel v hospodě. Oba byli souzeni v Old Bailey 25. a 6. října 1849. Soud byl jeden z nejvíce fascinujících z hlediska legislativních problémů, mimo to bylo argumentováno, že porota musí zahrnovat osoby francouzského nebo švýcarského původu, kvůli spravedlnosti vůči Marie.
O'Connorův burzovní makléř, Francis Stevens, poskytl důkaz identifikováním podílů na železnicích.
Během přelíčení, Frederick řekl, že O'Connora „nikdy neměl moc rád”. On i Marie byli shledáni vinnými a odsouzeni k trestu smrti oběšením. Marie po vydání rozsudku křičela na Brity kletby a označila je za „zrádnou rasu” a ve vězení se ráno před popravou pokusila spáchat sebevraždu, v čem jí však bylo zabráněno. Pár byl usmířen krátce předtím, než byl popraven Williamem Calcraftem na střeše věznice Horsemonger Lane Gaol dne 13. listopadu 1849.

## Reakce
Případ byl obrovskou senzací pro tisk, který přišel i s názvem „Bermondsey Horror”. Pozornost se soustředila především na Marie, atraktivní mladou ženu, cizinku, která sloužila v noblesních domácnostech. Ta se ještě k tomu chovala vyrovnaně a klidně, nebo „chladně a vypočítavě”, jak její chování popsal tisk. Jedovatost tisku došla tak daleko, že kvůli Mariině oblibě nošení šatů z černého saténu, tato látka údajně vyšla z módy na 30 let. V černých šatech byla také zpodobněna v Síni horroru v Muzeu voskových figurín Madamme Tussaud.

Samotná poprava byla spektáklem pro obrovský dav, kdy se i platilo za místa s lepším výhledem. Jedna žena přišla v tlačenici o život a dva muži byli vážně zraněni. Mezi obecenstvem sledujícím popravu byl spisovatel Charles Dickens, který téhož dne napsal dopis do novin The Times v němž uvedl:
Domnívám se, že pohled tak nepředstavitelně hrozný, jako je zkaženost a lehkovážnost obrovského davu, který se dnes ráno shromáždil při této popravě, si nikdo nedokáže představit a nemůže být přítomen v žádný pohanské zemi pod sluncem.
Dickens se později příběhem Marie Manning inspiroval při psaní postavy Mademoiselle Hortense, služebné lady Dedlock v románu Ponurý dům.
Americký spisovatel Herman Melville si pro sledování popravy zaplatil místo na střeše. Do svého deníku si poznamenal. „Muž a jeho žena byli pověšeni bok po boku – stále ještě nesmířeni – jaká to změna od doby co povstali, aby byli oddáni!”
V novele Žena v bílém (1860) spisovatele Wilkieho Collinse má jedna z hrdinek komentář (s odkazem na tlustého padoucha, hraběte Fosca): „Nebyli pan Vrah a paní Vražedkyně Manningovi neobvykle statní lidé?” Novela se odehrává v roce 1850, rok po událostech vraždy.